# Súgó-barlang
A Súgó-barlang (románul: Peștera Șugău) a Gyergyói-medence legjelentősebb barlangja. A „tekerőpataki Súgó-barlang” néven is ismert járatrendszer a Sipos-kő délnyugati nyúlványában húzódik, Tekerőpatak határában.
A barlang és 17-19 hektáros környéke védett terület, 2006 februárjától a Gyilkostó Adventure Egyesület gyámsága alatt áll.

## Földrajza és leírása
A képződmény egy négyemeletes rendszer, amelyből a legalsó szint aktív, patakos részt képez, a felsők a másik három emeletet két bejárattal.
A benti levegő több szén-dioxidot tartalmaz, mint az átlagos, szabad levegő. Páratartalma 95%-os a barlangi alacsony, 7-9 °C-os hőmérsékletnek köszönhetően.

## Keletkezése
A barlang gyűrődéses mozgások során a paleocén korban keletkezett, körülbelül 65 millió évvel ezelőtt.

## Felfedezése
A barlang felfedezési ideje ismeretlen, de az bizonyos, hogy a környéken élők már több száz éve tudtak a helyről. Nevét a helyi lakóktól kapta: a huzat és a víz zúgása egy suttogó, susogó hangot idéz elő. A huzat állandó, mivel belül gyors a levegő mozgása.

## Élővilága
A bent uralkodó mostoha körülmények ellenére élővilága igen változatos, számos rovar-, denevér- és ugróvillásfaj él a barlangban.
A barlang öt denevérfajjal rendelkezik: a leggyakoribb a horgasszőrű denevér (Myotis nattereri), de megtalálható még a közönséges denevér (Myotis myotis), a hegyesorrú denevér (Myotis blythii), a barna hosszúfülű-denevér (Plecotus auritus) és a hosszúszárnyú denevér (Miniopterus schreibersii) is.
A barlang környékén megtalálható a védett Boldogasszony papucsa nevű növényfaj.